# 5837 Hedin
5837 Hedin è un asteroide della fascia principale. Scoperto nel 1960, presenta un'orbita caratterizzata da un semiasse maggiore pari a 3,1331510 UA e da un'eccentricità di 0,1344433, inclinata di 2,18222° rispetto all'eclittica.